# نجم هيربيغ Ae/Be
| ولادة النجوم |
| - وسط بين نجمي - غيمة جزيئية - كرة بوك - سديم مظلم - جرم نجمي فتي - نجم أولي - نجم تي الثور - نجم قبل النسق الأساسي - هيربيغ أي/ نجم بي - سديم شمسي |
| أصناف الأجرام الفلكية |
| - جرم هيربج هارو |
| المفاهيم النظرية |
| - دالة الكتلة الأولية - كتلة جينس - آلية كلفن هلمهولتز - فرضية السديم - هجرة الكواكب                                                                |
| هذا الصندوق: اعرض ناقش عدل |

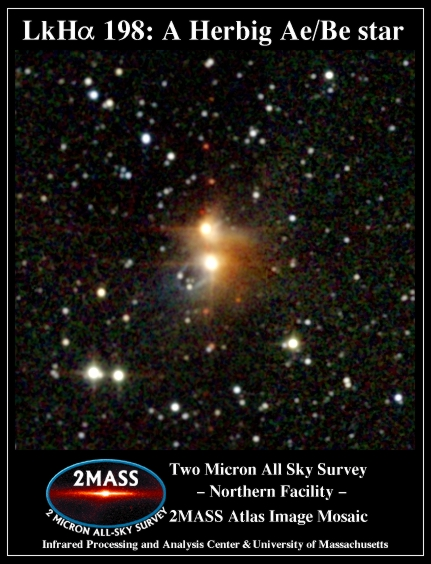
LkHa 198 ; من نوع "هيربيغ أي/ بي.

هيربيغ أي/نجم بي في علم الفلك (بالإنجليزية : Herbig Ae/Be star أو مختصرا HABe ) هو نوع نجم في مرحلة نجم قبل النسق الأساسي، نجم نشأ في بداية العمر مرت عليه نحو 10 ملايين سنة، ومنه نوعان من الطيف: النوع A أو B. لا تزال تلك النجوم مغمورة في سحابة من الغاز والغبار، وأحياناً يكون لها قرص كوكبي. تطهر خطوط طيف الهيدروجين والكالسيوم في أطيافها. وتبلغ كتلتهم بين 2 - 8 كتلة شمسية. وهي لا تزال في مرحلة تكوّن النجوم، حيث ينكمشون تحت تأثير قوة الثقالة خلال مرحلة ابتدائية ويقتربون من النسق الأساسي. أي لا يكون تفاعل بروتون-بروتون المتسلسل قد بدأ فيهم - ويقون في رسم هرتزبرونغ-راسل إلى اليمين بالنسبة للنسق الأساسي. اكتشف هذا النوع من النجوم العالم الفلكي الأمريكي جورج هيربيغ الذي كان أول من فرق بين هذا النوع وبين النجوم الأخرى عام 1960.
وكانت الخصائص التي تميزها واعتمد عليها هيربيغ في تصنيفه:
- تصنيف الطيف أن يكون من تصنيف ما قبل F0 (حتى لا يُضمون إلى نوع نجم تي الثور.
- أن يقعوا في مناطق سحب بيننجمية مظلمة،
- أن يسقط عليم ضوء من سديم يظهرون من خلاله، في منطقة تكوّن نجوم.

كثرت حاليا معلوماتنا من عدة من نجوم هيرفيغ أي/ بي ونجد بعضها منعزلا وبعيدا عن مناطق السحب المظلمة وبيعيدة عن سدم تضيؤها. وقد أدت تلك المعرفة إلى اختيار جديد للشروط التعرف عليها والتفريق بينها وبين نجوم أخرى :
- أن يكن طيفها سابقا للطيف F0
- أن تكون خطوط إشعاع بالمر من ضمن طيف النجم
- أن تكون الأشعة تحت الحمراء زائدة فيها بالمقارنة بوجوده في أطياف النجوم المعتادة ؛وهذا يكون بسبب ما يحيط بنجوم هيرفيغ أي/ بي من قرص غباري (للتفرقة بينها وبين نجوم النسق الأساسي نوع-B).

وتظهر بعض نجوم هيربيغ أي/ بي تغيرات كبيرة في لمعانها. ويُعتقد أن تلك الاختلافات في اللمعان ترجع إلى دوران كواكب في نشأتها واحتلافات في كثافة قرص الغبار الذي يحيطها. عندما يكون لمعان النجم اقل ما يمكن فهو يظهر أزرقاً وفي نفس الوقت يكون ضوءه مستقطباً خطياً؛ (عندما تحجب سحب غبار الضوء المباشر للنجم عنا فيصلنا الجزء الأزرق منه المتشتت من قرص الغبار - إن هذا التأثير مماثل لما يحدث لضوء الشمس في جو الأرض ويجعل السماء ذات لون أزرق.)
نظائر نجوم هيربيغ أي/ بي التي تكون كتلتها أقل من 2 كتلة شمسية فهي تكون من ضمن نوع نجوم قبل النسق الأساسي، ويميزها تصنيف طيفي من الأنواع F, G, K, M ، وهم يصنفون على أنهم من نوع نجم تي الثور. أما النجوم التي تكون كتلتها أكبر من 8 كتلة شمسية وتكون لا تزال في مرحلة نجم قبل النسق الأساسي فهؤلاء لا يشاهدون بسبب أنهم ينشأون سريعا : وعندما يصبحوا مرئيين بعد انزياح حجاب الغبار الذي حولهم، فيكون اندماج الهيدروجين قد بدأ بالفعل فيهم، ويبدأ النجم منهم في اتباع نهج النسق الأساسي.

## كواكب
من الكواكب التي تحيط بأحد نجوم هيربيغ أي/ بي :
- الكوكب إتش دي 95086 ب الذي يدور حول أحد نجوم النسق الأساسي نوع-A